# Synagoge (Velyki Mosti)
De synagoge van Velyki Mosti (Oekraïens: Синагога) in Velyki Mosti, Oekraïne, werd gebouwd rond 1900 en is tegenwoordig een ruïne. Tegen de tijd dat de synagoge werd gebouwd, was er een andere synagoge - de zogenoemde oude synagoge - in de buurt. Deze werd verwoest tijdens de Eerste Wereldoorlog en is later gesloopt.
Ook de nieuwe synagoge, die tijdens deze oorlog nog niet helemaal voltooid was, werd eveneens gedeeltelijk verwoest. Tijdens de Tweede Wereldoorlog verbrandden de Duitsers veel lokale Joden in het gebouw. Na de oorlog werd er een nieuw dak geplaatst zodat de voormalige synagoge kon dienen als opslag voor runderbotten.
In de jaren '50 werd het hele dak vernield door een storm en daarna niet vervangen. Sindsdien heeft het gebouw geen functie meer en verslechtert de staat steeds meer.
De oorspronkelijke synagoge was een bakstenen gebouw en bestond uit een grote zaal van circa 16 bij 16 meter en bijna 8 meter hoog plus een smallere en lagere narthex van circa 8 bij 16 meter. De binnenkant van de grote zaal is door 4 vierkante bogen verdeeld in 9 traveeën.
Ten noorden van het gebouw staat een pand met één verdieping, waarvan wordt vermoed dat het een mikwe, oftewel een Joods badhuis, was.

## Galerij

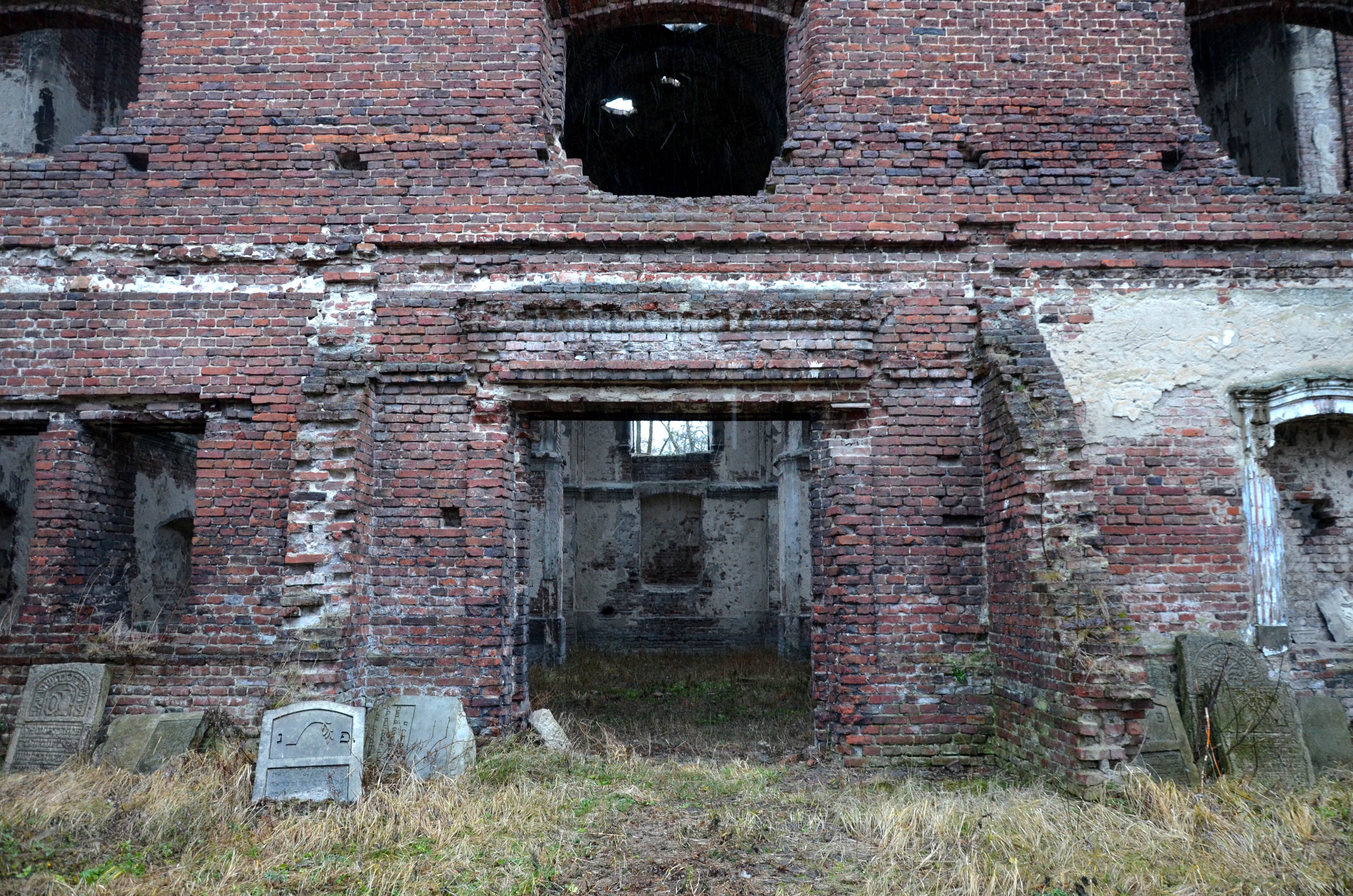
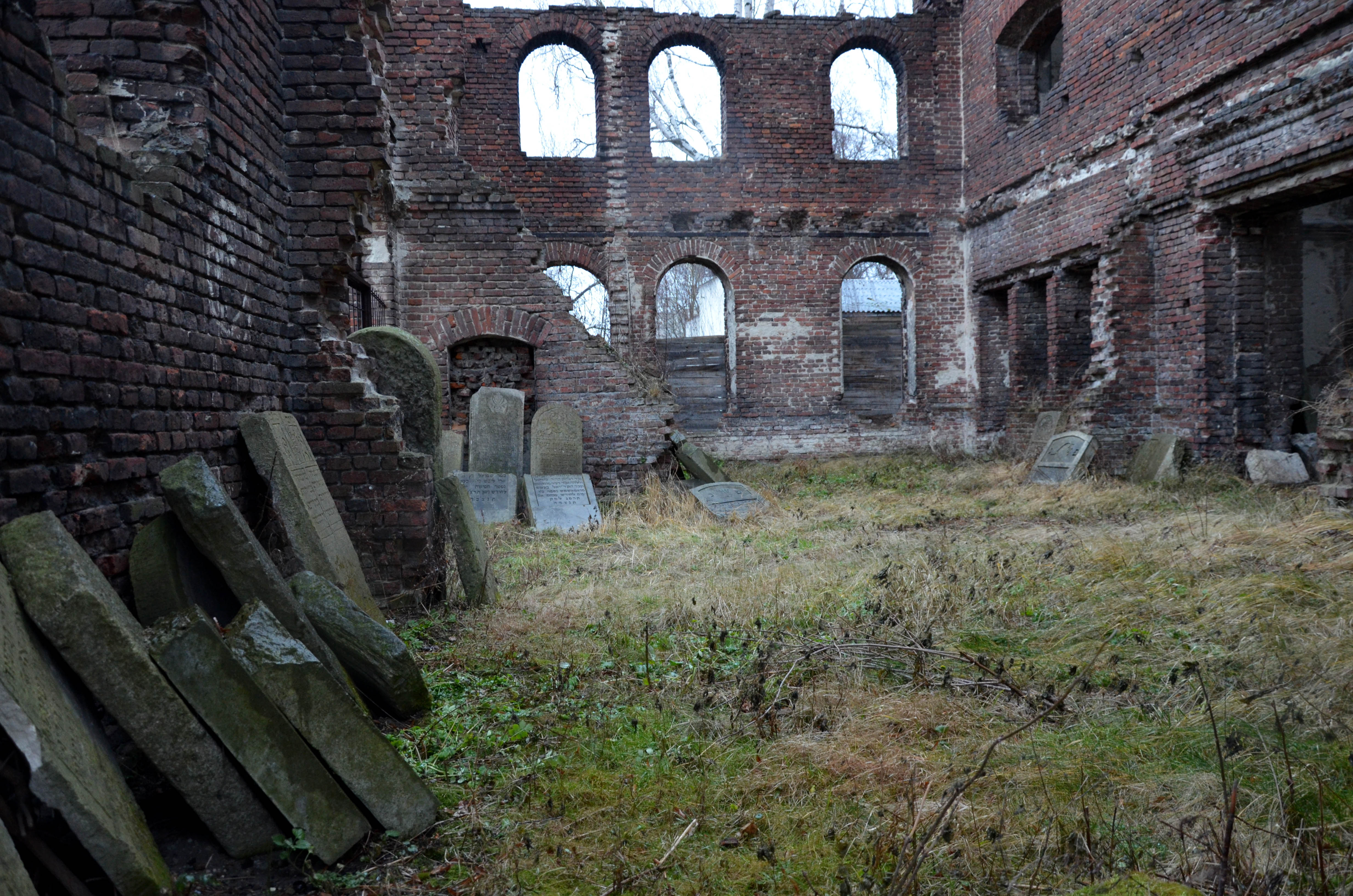
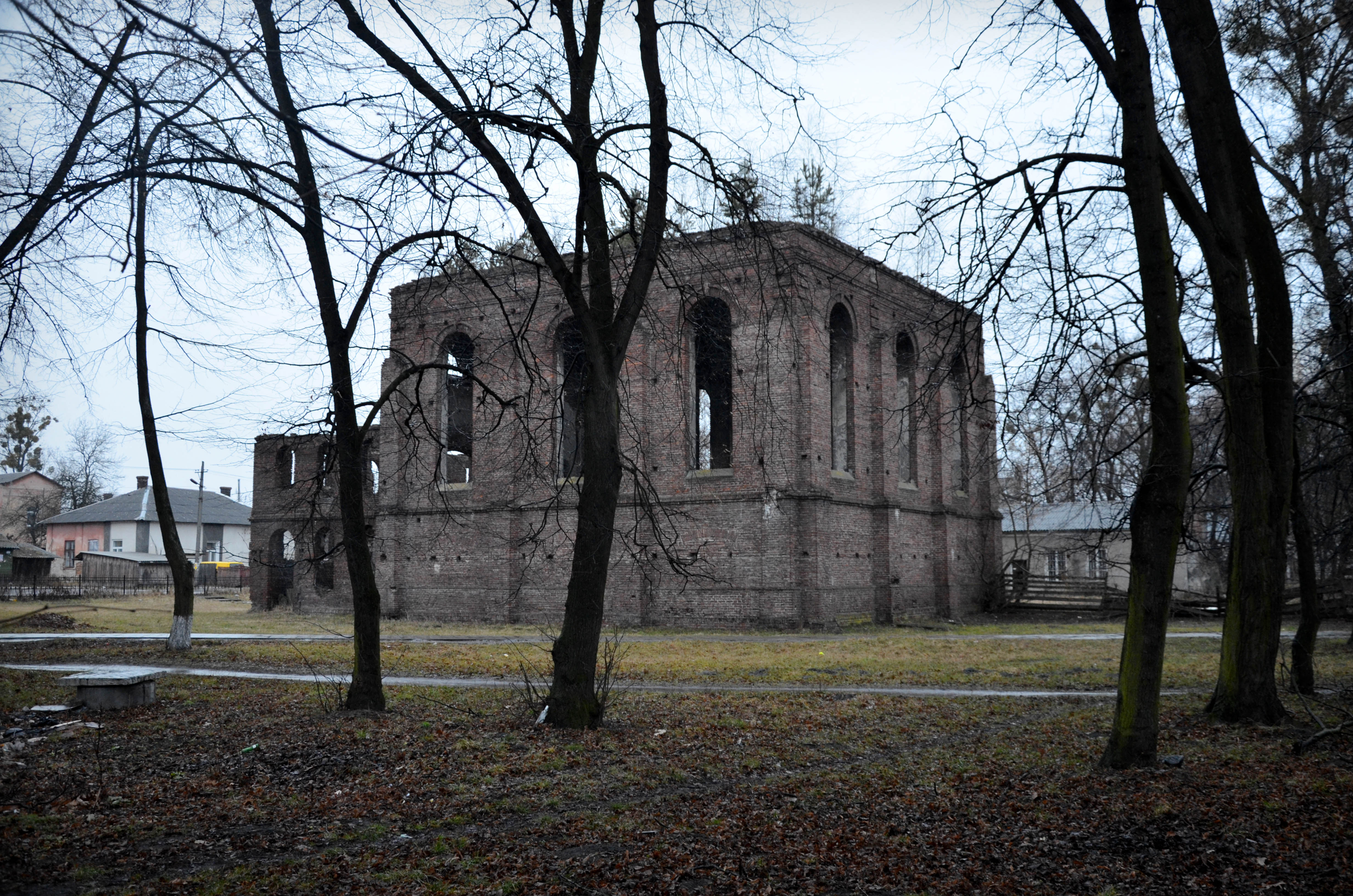